# Majnoun Mammadov
Majnoun Mammadov, né en 1983 à Bakou, est un homme politique azerbaïdjanais. Il est ministre de l'Agriculture depuis 2023.

## Biographie
Majnoun Mammadov est diplômé de la faculté de finance et crédit de l'université d'État d'économie d'Azerbaïdjan. Il est également titulaire d'une maîtrise en gestion d'entreprise obtenue à l'université des sciences de gestion de Lahore au Pakistan. Depuis 2018, il est administrateur d'Agro Food Investment SARL.
Majnoun Mammadov est nommé ministre de l'Agriculture par décret du président de la République d'Azerbaïdjan du 14 avril 2023.